# 隐棱芹属
隐棱芹属（学名：Aphanopleura）是伞形科下的一个属，为一年生草本植物。该属共有3－4种，分布于中亚干旱地区。